# Aeropuerto de Aksu
El Aeropuerto de Aksu (Chino simplificado:阿克苏机场; Chino tradicional 阿克蘇機場) es el aeropuerto principal de la ciudad de Aksu, Sinkiang, China.

## Estadísticas
Ver fuente y consulta Wikidata.

## Instalaciones
El aeropuerto tiene una elevación de 3.816 pies (1.163 m) sobre el nivel del mar. Su pista, designada 9-27, mide 2.400 por 45 metros (7.874 × 148 pies).

## Aerolíneas y destinos
| Aerolíneas              | Destinos |
| ----------------------- | -------- |
| China Southern Airlines | Urumqi   |
| Tianjin Airlines        | Urumqi   |

- Datos: Q1006478
- Multimedia: Aksu Airport / Q1006478